# Jake Voskuhl
Robert Jacob Voskuhl, detto Jake (Tulsa, 1º novembre 1977), è un ex cestista statunitense che giocava come centro nella NBA.

## Carriera
Dopo aver giocato a livello liceale per lo Strake Jesuit College Preparatory di Houston, in Texas, è passato alla University of Connecticut, con la quale ha vinto il titolo NCAA nel 1999. Dopo l'esperienza quadriennale con gli Huskies si è dichiarato eleggibile per la NBA.
È stato selezionato nel draft 2000 come numero 4 del secondo giro dai Chicago Bulls. La sua miglior stagione fu la 2003-04 con i Phoenix Suns, quando viaggiava a 6,6 punti e 5,2 rimbalzi a partita in oltre 24 minuti di utilizzo medio.

## Palmarès
- Campione NCAA (1999)